# Triptyque op. 51
Das Triptyque op. 51 ist ein Orgelwerk von Marcel Dupré. Es entstand 1956/1957 für eine USA-Tournee Duprés und wurde von ihm an der Orgel des Henry-Ford-Auditoriums in Detroit uraufgeführt. Das Stück ist dem Andenken des verstorbenen Orgelbauers Jean Perroux gewidmet, der in mehreren Pariser Kirchen für die technische Betreuung der Orgeln zuständig war. Das Triptyque umfasst die drei Sätze Chaconne, Musette und Dithyrambe.

## Werkbeschreibung

### Chaconne
Der Titel „Chaconne“ des Eröffnungssatzes ist für die französische Orgelmusik des 19. und 20. Jahrhunderts äußerst selten, wenngleich manche Werke mit anderer Bezeichnung diese musikalische Form aufnehmen (z. B. César Francks Choral h-Moll oder die Variations in Charles-Marie Widors 8. Symphonie). Duprés Chaconne enthält 20 Variationen über ein viertaktiges, rhythmisch sehr prägnantes Thema in c-Moll im klassischen 3/4-Takt, das, wie bei Bachs Passacaglia in c-moll, zunächst als Pedalsolo vorgestellt wird. Die folgenden Variationen wechseln häufig Ton-, Takt- und Bewegungsart, bis schließlich am klanglichen Höhepunkt in der 18. und 19. Variation Ausgangstonart und -rhythmus wieder erreicht sind. Die Chaconne klingt im pianissimo aus mit den markanten ersten beiden Takten des Themas.

### Musette
Der Mittelsatz „Musette“ ist gegen alle Erwartung ein hochvirtuoses Stück. Ähnlich wie in Duprés Prélude op. 7/3 durchzieht den ganzen Satz ein lebhaft raunender Klangteppich, der hier allerdings mit seiner pausenlosen Sechzehntel-Bewegung dem Pedal in 4′-Tonlage zugewiesen ist. Dazu erklingt zunächst im Diskant, später im Bass der linken Hand eine volksliedhafte Melodie, die im weiteren Verlauf sogar kanonisch geführt wird. Die rastlose Bewegung des Pedals wird dann abwechselnd auf beide Hände erweitert, was sehr hohe Anforderungen an die Technik des Spielers stellt.

### Dithyrambe
Das Finale trägt den Titel „Dithyrambe“, ein Begriff aus dem Altgriechischen, der ein ausgelassenes Weihelied auf Dionysos, den Gott des Weines und Rausches, bezeichnet. Entsprechend ist auch der Charakter dieses Satzes. Er beginnt im Unisono mit einem bizarr wirkenden, von Vorschlägen geprägten Thema, das mehrfach zwischen virtuosen Einschüben auftritt. Dann erscheint ein klanglich und bewegungsmäßig ruhigeres zweites Thema, das aber nach 26 Takten wieder der raschen Bewegung des Anfangs Platz macht. Unter Verarbeitung des ersten Themas steigert der Komponist diesen Satz wirklich ins Rauschhafte mit virtuosen Terz-, Quint-, Sext- und Oktavparallelen im Pedal. Der letzte Teil der Dithyrambe nimmt die Taktart einer Gigue auf, der schließlich mit dem zweiten Thema im fortissimo – kontrastiert von heftigen Pedaloktaven – seinen Höhepunkt erreicht. Den Beschluss bilden wilde Akkordschläge beider Hände im Wechsel und parallelen Oktavsprüngen im Pedal, die mit drei länger ausgehaltenen Akkorden in den strahlenden E-Dur-Schluss münden.
In der Literatur wird teilweise behauptet, Olivier Messiaen habe in Anlehnung an das Triptyque sein „Diptyque“ komponiert, obwohl dieses Werk viel früher entstand (1930).

## Tonaufnahmen
- Marcel Dupré: Aeolian-Skinner-Orgel der St. Thomas Church Manhattan, New York, 1957.
- Robert Delcamp: West End Methodist Church Nashville, Tennessee, 1998.
- Jeremy Filsell: St. Boniface Episcopal Church Sarasota, Florida, 1999.

## Ausgabe
- Marcel Dupré: Triptyque op. 51 pour orgue. Bornemann: Paris 1957 (28 Seiten).